# Aspidiotus furcraeicola
Aspidiotus furcraeicola (лат.) — вид полужесткокрылых насекомых-кокцид рода Aspidiotus из семейства щитовки (Diaspididae).

## Распространение
Эндемик Танзании (Восточная Африка).

## Описание
Мелкие щитовки, диаметр взрослых самок от 1,5 до 2 мм, форма тела округлая; основная окраска коричневая. Самцы вытянутые, длина 1,5 мм, ширина 1 мм, беловато-жёлтые.
Питаются соками таких аронниковых растений, как Anthurium andreanum (Ароидные, Araceae). Вид был впервые описан в 1910 году немецким энтомологом Карлом Линдингером (Karl Hermann Leonhard Lindinger, 1879—1956) как Spinaspidiotus furcraeicolus.
Таксон Aspidiotus furcraeicola включён в состав рода Aspidiotus вместе с таксонами A. albopicta, A. aliena, A. oliveirae.